# Katlyn Chookagian
Katlyn Chookagian (Quakertown, 28 de dezembro de 1988) é uma lutadora norte-americana de artes marciais mistas, luta na categoria peso-mosca feminino do Ultimate Fighting Championship.

## Biografia
Katlyn nasceu em Quakertown, Pennsylvania. No geral, ela começou a treinar karate quando tinha quatro anos de idade, começou a lutar como uma amadora no MMA em 2012, e tornou-se profissional em 2014. Atualmente, ela treina com alguns bons lutadores, tipo Edson Barboza, Marlon Moraes, e, especialmente, o capitão da equipe, Frankie Edgar. Katlyn é bacharela em Gestão e Marketing de Empresas, pela Universidade Fairleigh Dickinson.

## Carreira no MMA
Chookagian fez sua estreia nas artes marciais mistas profissionalmente em 28 de junho de 2014, no CFFC 37. Ela enfrentou Rebecca Heintzman, e saiu vencedora por decisão unânime após três rounds.
Katlyn fez sua segunda luta na carreira profissional no WSOF 13, em 13 de setembro de 2014. Katlyn Chookagian conseguiu um triunfo por nocaute contra a lutadora de 44 anos, Brigitte Narcise, aos 38 segundos do round final, na categoria peso mosca.
Chookagian teve suas duas lutas posteriores canceladas. Contra Al-Lanna Jones, no Ring of Combat 49, e contra Nohime Dennison, no CFFC 45. Finalmente, em 09 de maio de 2015, ela lutou — duas vezes no mesmo dia. Venceu Linn Wennergren por decisão unânime, e Melinda Fábián por finalização no primeiro round.
Ela retornou ao evento em que fez sua estreia, o CFFC, e realizou mais três lutas lá. Os resultados continuaram ótimos: dois cinturões, duas vitórias por decisão unânime e uma por nocaute, devido a uma joelhada.

### Ultimate Fighting Championship
Katlyn Chookagian estreou no UFC em 13 de julho de 2016, no UFC Fight Night: McDonald vs. Lineker. Ela fez a última luta do card preliminar da noite, e venceu Lauren Murphy por decisão unânime dos juízes. As lutadoras do peso-galo (até 61kg) chegaram ao último round empatadas, com Chookagian tendo vencido o primeiro e Murphy o segundo. No derradeiro assalto, os juízes consideraram que a estreante foi superior, e deram triplo 29-28 para ela. Com o resultado, Chookagian continuou invicta e chegou a oito vitórias.
Chookagian enfrentou Liz Carmouche no UFC 205. Ela perdeu por decisão dividida.
Chookagian enfrentou Irene Aldana no UFC 210 em 8 de abril de 2017. Ela venceu por decisão dividida.

## Cartel no MMA
| Cartel no MMA   |             |            |
| 21 lutas        | 17 vitórias | 4 derrotas |
| Por nocaute     | 2           | 2          |
| Por finalização | 1           | 0          |
| Por decisão     | 14          | 2          |

| Res.    | Cartel | Oponente             | Método                                | Evento                                        | Data       | Round | Tempo | Local                        | Notas                                                      |
| ------- | ------ | -------------------- | ------------------------------------- | --------------------------------------------- | ---------- | ----- | ----- | ---------------------------- | ---------------------------------------------------------- |
| Vitória | 17-4   | Jennifer Maia        | Decisão (unânime)                     | UFC on ESPN: Kattar vs. Chikadze              | 15/01/2022 | 3     | 5:00  | Las Vegas, Nevada            |                                                            |
| Vitória | 16-4   | Viviane Araújo       | Decisão (unânime)                     | UFC 262: Oliveira vs. Chandler                | 15/05/2021 | 3     | 5:00  | Houston, Texas               |                                                            |
| Vitória | 15-4   | Cynthia Calvillo     | Decisão (unânime)                     | UFC 255: Figueiredo vs. Perez                 | 21/11/2020 | 3     | 5:00  | Las Vegas, Nevada            |                                                            |
| Derrota | 14-4   | Jéssica Andrade      | Nocaute Técnico (socos no corpo)      | UFC Fight Night: Ortega vs. The Korean Zombie | 17/10/2020 | 1     | 4:57  | Abu Dhabi                    |                                                            |
| Vitória | 14-3   | Antonina Shevchenko  | Decisão (unânime)                     | UFC on ESPN: Woodley vs. Burns                | 30/05/2020 | 3     | 5:00  | Jacksonville, Flórida        |                                                            |
| Derrota | 13-3   | Valentina Shevchenko | Nocaute Técnico (cotoveladas e socos) | UFC 247: Jones vs. Reyes                      | 08/02/2020 | 3     | 1:03  | Houston, Texas               | Pelo Cinturão Peso Mosca Feminino do UFC.                  |
| Vitória | 13-2   | Jennifer Maia        | Decisão (unânime)                     | UFC 244: Masvidal vs. Diaz                    | 02/11/2019 | 3     | 5:00  | Nova Iorque, Nova Iorque     |                                                            |
| Vitória | 12-2   | Joanne Calderwood    | Decisão (unânime)                     | UFC 238: Cejudo vs. Moraes                    | 08/06/2019 | 3     | 5:00  | Chicago                      |                                                            |
| Derrota | 11-2   | Jessica Eye          | Decisão (dividida)                    | UFC 231: Holloway vs. Ortega                  | 08/12/2018 | 3     | 5:00  | Toronto, Ontario             |                                                            |
| Vitória | 11-1   | Alexis Davis         | Decisão (unânime)                     | UFC on Fox: Alvarez vs. Poirier II            | 28/07/2018 | 3     | 5:00  | Calgary, Alberta             |                                                            |
| Vitória | 10-1   | Mara Romero Borella  | Decisão (unânime)                     | UFC on Fox: Jacaré vs. Brunson II             | 27/01/2018 | 3     | 5:00  | Charlotte, Carolina do Norte | Estreia no Peso Mosca.                                     |
| Vitória | 9-1    | Irene Aldana         | Decisão (dividida)                    | UFC 210: Cormier vs. Johnson 2                | 08/04/2017 | 3     | 5:00  | Buffalo, Nova Iorque         |                                                            |
| Derrota | 8-1    | Liz Carmouche        | Decisão (dividida)                    | UFC: 205: Alvarez vs. McGregor                | 12/11/2016 | 3     | 5:00  | New York, New York           |                                                            |
| Vitória | 8-0    | Lauren Murphy        | Decisão (unânime)                     | UFC Fight Night: McDonald vs. Lineker         | 13/07/2016 | 3     | 5:00  | Sioux Falls, Dakota do Sul   | Estreia no UFC.                                            |
| Vitória | 7-0    | Stephanie Bragayrac  | Nocaute (joelhada)                    | CFFC 57 - Gaudinot vs. Honorio                | 19/03/2016 | 1     | 0:45  | Filadélfia, Pensilvânia      | Estreia no Peso Galo; Ganhou o cinturão Peso Galo do CFFC. |
| Vitória | 6-0    | Isabelly Varela      | Decisão (unânime)                     | CFFC 55 - Chookagian vs. Varela               | 09/01/2016 | 5     | 5:00  | Atlantic City, New Jersey    | Ganhou o Cinturão Peso Mosca Inaugural do CFFC.            |
| Vitória | 5-0    | Sijara Eubanks       | Decisão (unânime)                     | CFFC 52 - Horcher vs. Regman                  | 31/10/2015 | 3     | 5:00  | Atlantic City, New Jersey    |                                                            |
| Vitória | 4-0    | Melinda Fábián       | Finalização (chave de braço)          | PMMAL - Hungarian Fight Championship 9        | 09/05/2015 | 1     | 4:33  | Budapeste                    |                                                            |
| Vitória | 3-0    | Linn Wennergren      | Decisão (unânime)                     | PMMAL - Hungarian Fight Championship 9        | 09/05/2015 | 3     | 5:00  | Budapeste                    |                                                            |
| Vitória | 2-0    | Brigitte Narcise     | Nocaute (joelhadas)                   | WSOF 13 - Moraes vs. Bollinger                | 13/09/2014 | 3     | 0:38  | Bethlehem, Pensilvânia       | Estreia no WSOF.                                           |
| Vitória | 1-0    | Rebecca Heintzman    | Decisão (unânime)                     | CFFC 37 - Anyanwu vs. Bell                    | 28/06/2014 | 3     | 5:00  | Filadélfia, Pensilvânia      | Estreia no MMA profissional; Luta no peso-palha.           |